# Терновский (Ставропольский край)
Терно́вский — хутор в Андроповском районе (муниципальном округе) Ставропольского края России. 

## География
Хутор Терновский находится в 8 км западнее Большого Ставропольского канала. В 2 км западнее Терновского — исток реки Кисловской (правого притока Казинки), далее по реке — пруд Карабацкий. Высота — 580 м над уровнем моря.
Расстояние до краевого центра: 57 км.
Расстояние до районного центра: 27 км.

## История
Ранее хутор входил в Водораздельный сельсовет. Со дня создания Казинского сельсовета находился в его составе.
В мае-июне 2015 года от ливней и града пострадал ряд населённых пунктов и хозяйств в Андроповском, Ипатовском, Кировском, Кочубеевском, Красногвардейском, Левокумском, Новоалександровском и Труновском районах Ставропольского края. В хуторе Терновском в результате неблагоприятных погодных явлений были повреждены кровли жилых домов.
До 16 марта 2020 года входил в упразднённый Казинский сельсовет.

## Население
| 1989 | 2002 | 2010 | 2011 | 2014 | 2021 |
| ---- | ---- | ---- | ---- | ---- | ---- |
| 160  | ↘110 | ↘78  | ↗86  | ↗100 | ↘62  |

По данным переписи 2002 года в национальной структуре населения русские составляли 32 %, агулы — 27 %.

## Инфраструктура
В Терновском две улицы — Восточная и Школьная. В северной части хутора, примерно в 300 м от дома № 23, расположено общественное открытое кладбище площадью 9000 м².

## Экономика
В феврале 2017 года на заседании координационного совета по развитию инвестиционной деятельности и конкуренции на территории Ставропольского края было принято решение о выделении рядом с хутором Терновский земельного участка для строительства животноводческого комплекса по выращиванию крупного рогатого скота.

## Памятники
На территории хутора находится памятник истории местного значения — «Братская могила 28 советских воинов, погибших в борьбе с фашистами» (1942—1943, 1952 годы).